# Andrew Steele (astrobiolog)
Andrew Steele – astrobiolog pracujący w Laboratorium Geofizycznym w Carnegie Institution for Science. Wykorzystuje tradycyjne i biotechnologiczne podejście do wykrywania życia mikrobiologicznego w dziedzinie astrobiologii i eksploracji Układu Słonecznego. Jego badania doprowadziły do odkrycia nowych form węgla w meteorytach, nowych mechanizmów syntezy organicznej na Ziemi i Marsie oraz obecności wody w skałach księżycowych i marsjańskich. Steele opracował kilka instrumentów i koncepcji misji dla przyszłych wypraw na Marsa i był zaangażowany w misję NASA Mars Science Laboratory 2011, jako członek zespołu ds. analizy próbek na Marsie. Testował również instrumenty na pokładzie Arctic Mars Analogue Svalbard Expedition w Arktyce.
W 2012 londyńskie Royal Society przyznało Steelowi nagrodę Wolfson Professorial Award.